# Чернече (Гадячский район)
Черне́че (укр. Чернече) — село,
Краснознаменский сельский совет,
Гадячский район,
Полтавская область,
Украина.
Код КОАТУУ — 5320483405. Население по переписи 2001 года составляло 61 человек.

## Географическое положение
Село Чернече находится на расстоянии в 1 км от села Лободино и в 2,5 км от села Сергеевка.
По селу протекает пересыхающий ручей с запрудой.
Рядом проходит автомобильная дорога Т-1705.

## История
- 1628 — дата основания.